# دایکی نوما
دایکی نوما (انگلیسی: Daiki Numa؛ زادهٔ ۲ مهٔ ۱۹۹۷) بازیکن فوتبال اهل ژاپن است.